# Büffelbeeren
Die Büffelbeeren (Shepherdia) sind eine Gattung der Ölweidengewächse (Elaeagnaceae). Büffelbeeren wachsen überwiegend strauchförmig, können jedoch auch kleine Bäume bilden. Sie tragen kleine rote, orangefarbene oder graue Früchte. Die drei Arten sind in gemäßigten Gebieten Nordamerikas verbreitet.

## Beschreibung und Ökologie

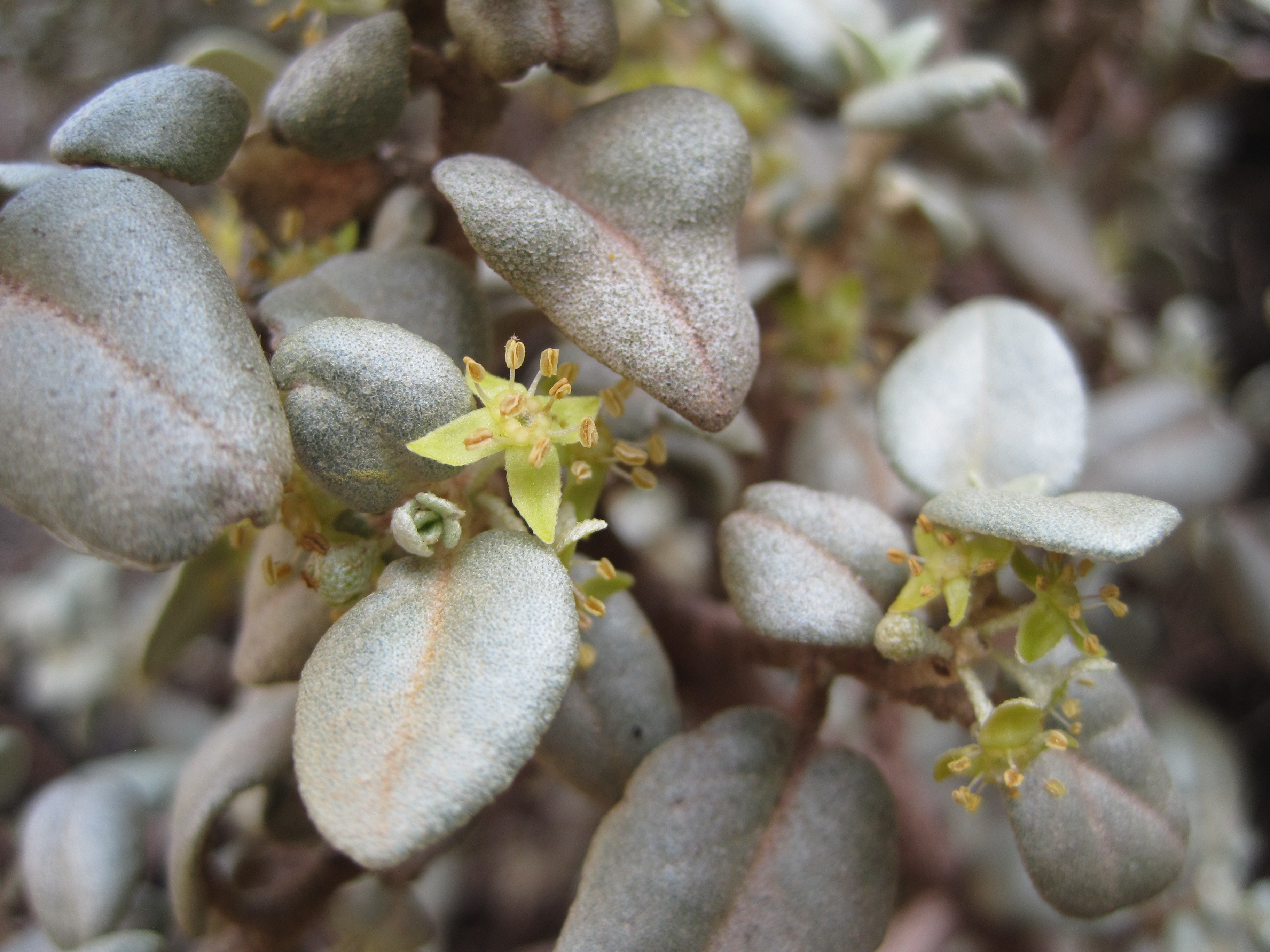
Rundblättrige Büffelbeere (Shepherdia rotundifolia)

### Vegetative Merkmale
Shepherdia-Arten sind laubabwerfende bis wintergrüne verholzende Pflanzen, die Wuchshöhen von 1 bis 6 Metern erreichen. Die Silberblättrige Büffelbeere (Shepherdia argentea) bildet über unterirdische Ausläufer dichte Bestände und besitzt dornige Zweige; die beiden anderen Arten sind unbewehrt. In Verdickungen der Wurzeln befinden sich Knöllchenbakterien (Frankia), die Stickstoff fixieren können; außerdem wurden Mykorrhiza-Pilze gefunden.
Die gegenständig an den Zweigen angeordneten Laubblätter sind in Blattstiel und -spreite gegliedert. Die einfachen Blattspreiten sind ganzrandig. Nebenblätter sind nicht vorhanden.

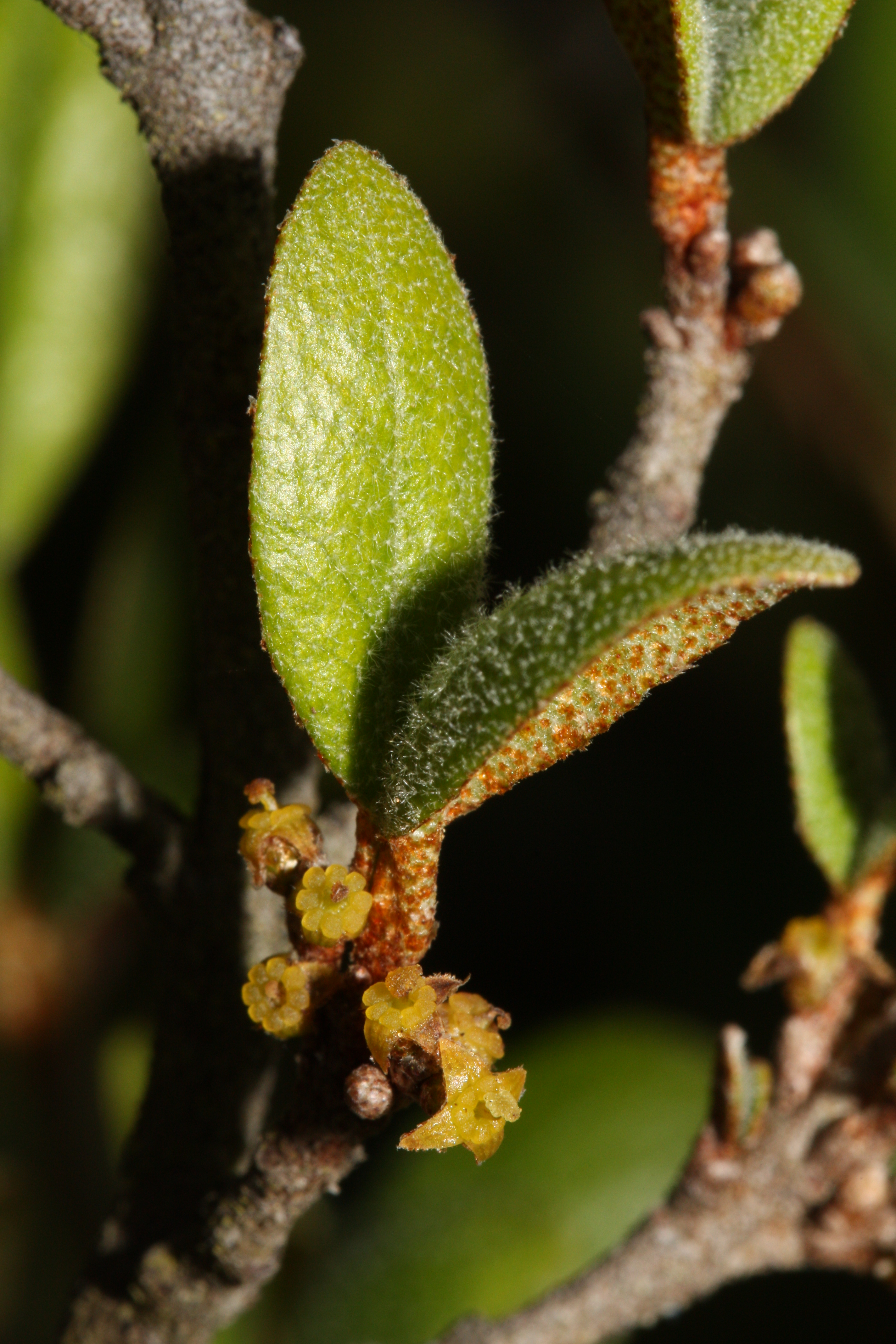
Kanadische Büffelbeere (Shepherdia canadensis)

### Generative Merkmale
Shepherdia-Arten sind zweihäusig getrenntgeschlechtig (diözisch). Die Blütezeit liegt schon zeitig im Jahr, vor oder zusammen mit dem Laubaustrieb. Die Blüten stehen einzeln oder zu mehreren in den Blattachseln. Die Blüten duften und werden von Insekten bestäubt. Die eingeschlechtigen, vierzähligen Blüten besitzen vier gelblich-grüne Kelchblätter, aber keine Kronblätter. Es ist ein Blütenbecher vorhanden. Die männlichen Blüten besitzen acht Staubblätter. Die weiblichen Blüten besitzen einen mittelständigen Fruchtknoten, der aus einem Fruchtblatt besteht. Die Narbe ist schräg, einseitig. Unfruchtbare oder rudimentäre Organe des jeweils anderen Geschlechts sind in den Blüten nicht vorhanden. Es ist ein Diskus vorhanden.
Bei der beerenähnlichen Frucht wird das „Fruchtfleisch“ vom Blütenbecher gebildet, das eine einsamige Nussfrucht, Achäne umschließt.

## Vorkommen
Die drei Shepherdia-Arten sind in gemäßigten Gebieten Nordamerikas verbreitet. Fossile Funde aus dem Miozän sind ebenfalls aus Nordamerika bekannt.
Die Standorte liegen in Auwäldern, lichten Wäldern, in der Prärie, in trockenen Gebüschen und Halbwüsten. Es werden Höhenlagen bis 3400 Metern besiedelt.

## Systematik
Die Gattung Shepherdia wurde 1818 von Thomas Nuttall aufgestellt. Der Gattungsname Shepherdia ehrt den englischen Gärtner John Shepherd (ca. 1764–1836), einen leitenden Mitarbeiter des botanischen Gartens in Liverpool. Die Gattung Shepherdia ist das Schwestertaxon der Ölweiden (Elaeagnus) und gehört zur Familie der Ölweidengewächse (Elaeagnaceae).
Folgende drei Arten sind in der Gattung Shepherdia bekannt:
- Silberblättrige Büffelbeere (Shepherdia argentea (Pursh) Nutt.)
- Kanadische Büffelbeere (Shepherdia canadensis (L.) Nutt.)
- Rundblättrige Büffelbeere (Shepherdia rotundifolia Parry)

## Belege
- I. V. Bartish, U. Swenson: Elaeagnaceae. In: Klaus Kubitzki (Hrsg.): The Families and Genera of Vascular Plants. Flowering Plants. Dicotyledons: Celastrales, Oxalidales, Rosales, Cornales, Ericales. Band 6. Springer, 2013, ISBN 3-540-06512-1, S. 131–134 (Shepherdia auf S. 133 in der Google-Buchsuche).
- Scott C. Walker: Shepherdia Nutt.: buffaloberry. (PDF) Archiviert vom Original am 17. Juli 2011; abgerufen am 25. August 2015 (im webarchiv).

## Einzelbelege
1. ↑  
Lotte Burkhardt: Verzeichnis eponymischer Pflanzennamen – Erweiterte Edition. Teil I und II. Botanic Garden and Botanical Museum Berlin, Freie Universität Berlin, Berlin 2018, ISBN 978-3-946292-26-5, doi:10.3372/epolist2018.
2. ↑  Thomas Nuttall: The Genera of North American Plants. Band 2, 1818, S. 240. online